# Dinagapostemon gigas
Dinagapostemon gigas là một loài Hymenoptera trong họ Halictidae. Loài này được Friese mô tả khoa học năm 1911.